# Jermell Charlo
Jermell De'Avante Charlo (Richmond, Texas, Estados Unidos, 19 de mayo de 1990) es un boxeador profesional estadounidense. Ha sido campeón mundial del peso superwélter al tener los títulos del WBC,WBO,WBA y de la IBF hasta su derrota ante Canelo el 30 de septiembre de 2023. Su hermano gemelo, Jermall Charlo, también es boxeador profesional y campeón mundial.  Desde noviembre de 2017, Jermell está clasificado como el mejor peso superwélter por la Junta Transnacional de Rankings de Boxeo , y el segundo por la revista The Ring y BoxRec.

## Carrera profesional

### Campeón del peso superwélter del CMB

#### Charlo vs. Jackson
Durante la Convención anual del CMB en Kunming, China, se anunció que Charlo pelearía contra John Jackson (20-2, 15 KOs) por el título vacante del peso superwelter del CMB. El título quedó vacante después del retiro de Floyd Mayweather Jr. La pelea tuvo lugar el 21 de mayo de 2015 en The Cosmopolitan of Las Vegas, en Las Vegas. La tarjeta también incluyó a los mejores boxeadores de peso medio ligero, Erislandy Lara, Vanes Martirosyan, Austin Trout y su hermano Jermall, quienes defendieron con éxito su título de la FIB. Durante las primeras 7 rondas, Charlo solo había ganado una ronda en las tres tarjetas de puntuación de jueces, muy por detrás (64-69). En la ronda 8, Charlo golpeó a Jackson con la mano derecha en la cabeza, seguido de dos izquierdas mientras Jackson se volvía para ajustar su boquilla y no podía mantener la guardia alta. El árbitro Tony Weeks inmediatamente saltó para proteger a Jackson, quien fue golpeado contra el tensor de la esquina, y señaló el golpe de gracia a los 51 segundos de la ronda.

#### Charlo vs. Hatley
La defensa de Charlo contra Hatley se retrasó hasta el 22 de abril de 2017 en la cartelera previa de Shawn Porter vs. Andre Berto. Antes de la pelea se confirmó que Charlo ganaría $100,000 y Hatley recibiría una bolsa de $85,000. Charlo defendió con éxito su título del CMB por primera vez cuando dejó inconsciente a Hatley en el sexto asalto después de un gancho derecho en la cabeza. Antes del final, Charlo tenía el control de aterrizar tiros de poder sucesivos. Hatley también fue derribado en el tercer asalto luego de una combinación de golpes de Charlo. A raíz de la pelea, Charlo habló sobre una potencial pelea de unificación contra Jarrett Hurd, quien ganó el título vacante de la FIB en febrero de 2017, el título que anteriormente pertenecía al hermano gemelo de Jermell, Jermall, quien ascendió al peso mediano. La pelea promedió 401,000 espectadores en Showtime.

#### Charlo vs. Lubin
El 11 de mayo de 2017, el WBC actualizó sus clasificaciones, colocando al prospecto estadounidense invicto 21 años Erickson Lubin (18-0, 13 KOs) en el número uno. Avanzó después de su victoria sobre Cota. La clasificación hizo a Lubin el retador obligatorio para el título mundial de Charlo. El 20 de julio, Boxing Scene informó que la pelea podría tener lugar el 30 de septiembre de 2017 como parte de un doble encabezado, que incluiría a Jarrett Hurd defendiendo su título de la FIB contra el ex campeón mediano ligero Austin Trout en Showtime. El 24 de agosto, Ringtv anunció que la pelea entre Charlo y Lubin tendría lugar el 14 de octubre en el Barclays Center en la ciudad de Nueva York. También en la tarjeta vería a Erislandy Lara defender su título de la AMB contra Terrell Gausha, con la tarjeta siendo facturada como un triple-título superwelter.
Delante de 7.643, Charlo ganó la pelea por nocaut en el primer asalto para retener su título del CMB. La ronda de apertura fue cautelosa, con Charlo y Lubin sin lanzar mucho y casi sin ser golpeado. El final llegó en los minutos finales del asalto cuando Charlo conectó una enorme derecha, aterrizando sobre Lubin, dejándolo caer sobre la lona. Lubin logró levantarse, pero la pelea ya había sido detenida por el árbitro Harvey Dock, quien detuvo la pelea inmediatamente después de que Lubin fuera derribado y viéndolo sufrir. Después de la pelea, Charlo llamó al campeón de la FIB Jarrett Hurd, "Dame otro título. Quiero a Hurd. Hurd acaba de pelear. Él acaba de ganar. Dame a Hurd. Quiero a Hurd". Lubin creía que podría haber continuado, pero admitió que el paro fue justo, y afirmó que "me atrapó con un golpe a ciegas. No lo vi venir. Él aterrizó. Me levanté. Sentí que podía seguir peleando, pero sucede. Quería entretener a la multitud. Me sorprendió con un golpe a ciegas que no vi". El tiempo oficial de la detención fue de 2 minutos, 41 segundos. Un miembro del campamento de Lubin tiró una silla a Jermall Charlo después de que la pelea terminara. Charlo ganó una bolsa de $450,000, mientras que Lubin ganó $225,000 por la pelea. La pelea promedió 495,000 espectadores y alcanzó un máximo de 537,000 espectadores en Showtime.

## Récord profesional
| 35 Ganadas (19 KOs), 2 Derrotas, 1 Empate |        |                       |      |               |            |                                                   | |  |
| Res.                                      | Récord | Oponente              | Tipo | Rd., Tiempo   | Fecha      | Localidad                                         | Notas                                                                                                   |  |
| D                                         | 35-2-1 | Saúl Alvarez          | UD   | 12            | 30-09-2023 | T-Mobile Arena, Las Vegas, Nevada                 | Por los títulos WBC IBF WBO WBA (Super) y The Ring del peso supermediano.                               |  |
| G                                         | 35-1-1 | Brian Castaño         | TKO  | 10 (12)       | 14-05-2022 | Dignity Health Sports Park, Carson, California    | Retiene los títulos WBC IBF y WBA (Super) del peso superwélter. Gana el título WBO de peso superwélter. |  |
| E                                         | 34-1-1 | Brian Castaño         | SD   | 12            | 17-07-2021 | AT&T Center, San Antonio                          | Defiende los títulos WBC IBF y WBA (Super) del peso superwélter. No gana el título mundial de la WBO.   |  |
| G                                         | 34-1   | Jeison Rosario        | KO   | 8 (12), 0:21  | 26-09-2020 | Mohegan Sun Casino, Uncasville                    | Retiene el título WBC del peso superwélter. Gana los títulos IBF y WBA (Super) del peso superwélter.    |  |
| G                                         | 33-1   | Tony Harrison         | KO   | 11 (12), 2:28 | 21-12-2019 | Toyota Arena, Ontario                             | Por el título WBC del peso superwélter                                                                  |  |
| G                                         | 32–1   | Jorge Cota            | KO   | 3 (12), 2:14  | 23-06-2019 | Mandalay Bay Events Center, Paradise, Nevada      | |  |
| D                                         | 31–1   | Tony Harrison         | UD   | 12            | 22-12-2018 | Barclays Center, Brooklyn                         | Pierde el título WBC del peso superwélter                                                               |  |
| G                                         | 31–0   | Austin Trout          | MD   | 12            | 09-06-2018 | Staples Center, Los Ángeles                       | Retiene el título WBC del peso superwélter                                                              |  |
| G                                         | 30–0   | Erickson Lubin        | KO   | 1 (12), 2:41  | 14-10-2017 | Barclays Center, Nueva York City, Nueva York      | Retiene el título WBC del peso superwélter                                                              |  |
| G                                         | 29–0   | Charles Hatley        | KO   | 6 (12), 0:32  | 22-04-2017 | Barclays Center, Nueva York                       | Retiene el título WBC del peso superwélter                                                              |  |
| G                                         | 28–0   | John Jackson          | TKO  | 8 (12), 0:51  | 21-05-2016 | Cosmopolitan of Las Vegas, Paradise, Nevada       | Gana el título vacante WBC del peso superwélter                                                         |  |
| G                                         | 27–0   | Joachim Alcine        | TKO  | 6 (10), 1:21  | 31-10-2015 | NRG Arena, Houston, Texas                         | |  |
| G                                         | 26–0   | Vanes Martirosyan     | UD   | 10            | 28-03-2015 | Pearl Concert Theater, Paradise, Nevada           | |  |
| G                                         | 25–0   | Miguel Alberto Lozano | UD   | 10            | 13-12-2014 | MGM Grand Garden Arena, Paradise, Nevada          | |  |
| G                                         | 24–0   | Charlie Ota           | UD   | 12            | 25-05-2014 | Bell Centre, Montreal, Quebec                     | |  |
| G                                         | 23–0   | Gabriel Rosado        | UD   | 10            | 25-01-2014 | D.C. Armory, Washington D. C.                     | |  |
| G                                         | 22–0   | Jose Angel Rodriguez  | TKO  | 10 (10), 1:41 | 14-10-2013 | BB&T Center, Sunrise, Florida                     | |  |
| G                                         | 21–0   | Demetrius Hopkins     | UD   | 12            | 08-06-2013 | Home Depot Center, Carson, California             | Gana el título USBA del peso superwélter                                                                |  |
| G                                         | 20–0   | Harry Joe Yorgey      | KO   | 8 (10), 1:09  | 26-01-2013 | Hard Rock Hotel and Casino, Paradise, Nevada      | Gana el título vacante WBC Continental Americas del peso superwélter                                    |  |
| G                                         | 19–0   | Dashon Johnson        | UD   | 10            | 24-11-2012 | Citizens Business Bank Arena, Ontario, California | |  |
| G                                         | 18–0   | Denis Douglin         | KO   | 5 (10), 1:12  | 23-06-2012 | Staples Center, Los Ángeles, California           | |  |
| G                                         | 17–0   | Chris Chatman         | TKO  | 3 (10), 1:22  | 24-03-2012 | Reliant Arena, Houston, Texas                     | |  |
| G                                         | 16–0   | Francisco Santana     | UD   | 8             | 07-10-2011 | Texas Station, North Las Vegas, Nevada            | |  |
| G                                         | 15–0   | Larry Smith           | UD   | 6             | 17-06-2011 | State Farm Arena, Hidalgo, Texas                  | |  |
| G                                         | 14–0   | Luis Grajeda          | UD   | 8             | 12-11-2010 | State Farm Arena, Hidalgo, Texas                  | |  |
| G                                         | 13–0   | Quinton Whitaker      | TKO  | 2 (8), 2:44   | 06-08-2010 | Don Haskins Center, El Paso, Texas                | |  |
| G                                         | 12–0   | Adan Murillo          | TKO  | 1 (6), 1:03   | 18-06-2010 | Convention Center, McAllen, Texas                 | |  |
| G                                         | 11–0   | Gerardo Cesar Prieto  | UD   | 8             | 27-03-2010 | Hard Rock Hotel and Casino, Paradise, Nevada      | |  |
| G                                         | 10–0   | Abdon Lozano          | KO   | 2 (6), 2:11   | 12-12-2009 | UIC Pavilion, Chicago, Illinois                   | |  |
| G                                         | 9–0    | Vito Gasparyan        | UD   | 6             | 22-08-2009 | Toyota Center, Houston, Texas                     | |  |
| G                                         | 8–0    | Federico Flores Jr.   | TKO  | 8 (8), 0:42   | 26-06-2009 | Desert Diamond Casino, Tucson, Arizona            | |  |
| G                                         | 7–0    | Carlos Garcia         | UD   | 6             | 04-04-2009 | Frank Erwin Center, Austin, Texas                 | |  |
| G                                         | 6–0    | Juan Serrano          | UD   | 4             | 28-02-2009 | Toyota Center, Houston, Texas                     | |  |
| G                                         | 5–0    | Deon Nash             | UD   | 6             | 10-10-2008 | Desert Diamond Casino, Tucson, Arizona            | |  |
| G                                         | 4–0    | Rodrigo Villarreal    | TKO  | 4 (4), 0:15   | 06-09-2008 | Toyota Center, Houston, Texas                     | |  |
| G                                         | 3–0    | Dwayne Jones          | TKO  | 1 (4), 2:36   | 13-06-2008 | Sundance Square, Fort Worth, Texas                | |  |
| G                                         | 2–0    | Jesus Villareal       | TKO  | 3 (4), 1:30   | 19-04-2008 | Thomas & Mack Center, Paradise, Nevada            | |  |
| G                                         | 1–0    | Corey Sommerville     | UD   | 4             | 08-12-2007 | Fitzgerald's Casino and Hotel, Tunica, Misisipi   | |  |